# Madelon Michel
Madelon Michel (Amsterdam, 6 augustus 1939) is een Nederlands zangeres, die optrad als sopraan en mezzosopraan.
Ze studeerde aan het Barlaeus Gymnasium en kreeg haar muziekopleiding aan het Conservatorium van Amsterdam. Ze stond sinds 1956 op de podia. Ze bekostigde haar zangstudie door met gitaar (ze kende toen maar een paar grepen) en de Britse violist Thomas Gray in allerlei zaaltjes op te treden met zelf geschreven liedjes. Vlak voor een radio-uitzending voor de KRO in oktober 1963, programma Wij stellen u voor werd haar gitaar ontvreemd. In 1969 stond ze in het achtergrondkoor op de planken met het experimenteel theaterprogramma Met man en muis (geen cabaret en geen musical) van Annie M.G. Schmidt en Harry Bannink. Het werd onder hoge druk geschreven tussen Ja zuster, nee zuster en Floddertje.
Ze sloot zich aan bij het muziekgezelschap van de omroep (Muziekcentrum van de Omroep) waar ze aan verbonden was tussen 1972 en 1999; ze zong daarbij bij het Groot Omroepkoor. Daarbuiten bleef ze ook als solist optreden, zoals in 1985 in de Kleine Zaal van het Concertgebouw met pianist Fania Chapiro.
Sinds 1994 is ze muziekpedagoge niet alleen als zangeres, ze geeft lessen op gitaar, piano, dwarsfluit, blokfluit etc. Tevens is ze leidster van het plaatselijk koor van Stellingwerf; ze woont dan in Nijeholtpade.
Bij het 50-jarig bestaan van het Groot Omroepkoor (1985) schreef ze een boekwerk over dat koor.